# Hermaringen
Hermaringen är en kommun och ort i Landkreis Heidenheim i regionen Ostwürttemberg i Regierungsbezirk Stuttgart i förbundslandet Baden-Württemberg i Tyskland.  Hermaringen, som för första gången nämns i ett dokument från år 1216, har cirka 2 300 invånare.
Kommunen ingår i kommunalförbundet Giengen an der Brenz tillsammans med staden Giengen an der Brenz.